# میلاس (لردگان)
میلاس منطقه ای وسیع و خوش آب و هوا از توابع بخش مرکزی شهرستان لردگان در استان چهارمحال و بختیاری ایران است.

## ایل میلاسی
منطقه میلاس از چندین روستا تشکیل شده که دارای جمعیت بیش از ۴۵هزار نفر میباشد.
البته جمعیت زیادی از طایفه متمدن و کهن میلاسی در بخش خانمیرزا و جمعیتی زیادی هم در استان خوزستان مثل باغ ملک و اهواز و کهگلویه و بویراحمد (شهرهای چون: دهدشت روستای سواری دهدشت ) و یاسوج ساکن می باشند.

## جایگاه
سر جمع میلاسی ها را میتوان یکی از بزرگ ترین و البته متمدن ترین مردم منطقه لردگان خواند.
این ایل با پیشینه‌ای کهن که به دوران پیش از اسلام بازمی‌گردد، از نقش‌آفرینان اصلی در فرهنگ، تمدن، و تحولات اجتماعی منطقه زاگرس بوده است. ایل میلاسی  ریشه در آیین‌های کهن ایرانی همچون آیین میترایی و زرتشتی دارد و از این منظر یکی از اصیل‌ترین طوایف ایرانی به شمار می‌رود.
```
ایل میلاسی
 یا 
میلاسی
 قدمت و پیشینه ای قبل از 
اسلام
 و 
آیین میترایی 
 و 
زرتشتی
  دارد.
```

## شخصیت ها
ایوب بهزادی میلاسی : مولف کتاب  تباری به گستره‌ی زاگرس _میلاسی تباران در پویه ی تاریخ از مفاخر میلاسی مقیم در خوزستان می باشد همچنین از فعالان فرهنگی و علمی ایل میلاسی و منطقه میلاس است
محمدرضا فتاحی میلاسی   :از مخترعین برجسته شهرستان لردگان و دانش‌آموخته دانشگاه اصفهان  است. 
ایشان دارای یک کتابخانه شخصی می باشد و با فعالیت‌های علمی و پژوهشی خود در حوزه‌های مختلف، به‌عنوان یکی از افتخارات این ایل میلاسی شناخته می‌شود.
دکتر بهروز فتاحیان‌فر میلاسی:استاد دانشگاه در حوزه جغرافیایی روستایی و یکی از دهیاران موفق و ممتاز شهرستان لردگان است که با تلاش‌های خود در مدیریت روستایی و توسعه پایدار منطقه، نقش مؤثری در بهبود وضعیت اجتماعی و اقتصادی داشته است.

## نشان
میلاس  سرزمین نجیب زادگان و دختران پاکدامن و نجیب و مردان آزادی خواه و میهن پرست می باشد.
دست نخورده ترین ژنتیک زاگرس ایران میباشد.
```
بلوط میلاس که در 
ده بارسنی
 میلاس واقع در روستای  
باغ انارمیلاس
  سر به آسمان کشیده است نماد سخاوت و آزادی خواهی این منطقه و مردم می باشد.
```

## جمعیت
روستای میلاس در دهستان میلاس(منطقه میلاس) قرار دارد و براساس سرشماری مرکز آمار ایران در سال ۱۳۸۵، جمعیت آن ۷۹۹ نفر (۱۶۵خانوار) بوده‌است.